# La musa tragica
La musa tragica è un romanzo dello scrittore statunitense Henry James, pubblicato inizialmente a puntate sul The Atlantic Monthly tra il 1889-90 e subito dopo in volume presso la Macmillan Publishers. La storia segue le sorti di due aspiranti artisti britannici; Nick, oscillante tra l'intraprendere la carriera politica e i suoi sforzi per diventare pittore, e Miriam, un'attrice in lotta per il successo artistico e commerciale: molti altri personaggi vengono alternativamente ad aiutare o ostacolare i due protagonisti.

## Trama
Nick Dormer desidera con tutte le proprie forze perseguire una carriera nella pittura, invece di proseguire nel ruolo tradizionale che gli è stato assegnato dalla famiglia, quello cioè di entrare in politica; questo tentativo di ribellione sconvolge tutti i parenti, ma in particolare l'amica Julia, una bella ma troppo seria ed impegnata donna, a fondo coinvolta nelle campagne politiche.
Gabriel, vecchio compagno di studi di Nick ad Oxford lo incoraggia a perseguire il proprio desiderio di diventare artista riconosciuto; nonostante i suoi dubbi permangano Nick viene infine convinto a partecipare alla campagna elettorale e conquista così un seggio in parlamento: fa inoltre anche una seria proposta di matrimonio a Julia, ma entrambi si trovano d'accordo nell'attendere ancora un poco.
Nel frattempo Peter, cugino di Nick, un giovane da poco entrato a tempo pieno nel servizio diplomatico, incontra a Parigi un'attrice di nome Miriam - molto energica ma con un talento ancora tutto da sbocciare - innamorandosene immediatamente. Peter cerca d'aiutarla presentandola ad un insegnante di recitazione, madame Carre; la giovane donna comincia così a migliorare notevolmente la sua tecnica attoriale.
Nick, finalmente conclusi i compiti politici che gli erano stati assegnati, riesce a dimettersi dalla carica parlamentare; perde in tal modo ulteriori possibilità di avanzamento per opera del suo protettore politico, Mr. Carteret. Nick diventa pittore a tempo pieno, e quando Miriam giunge a Londra in cerca del tanto agognato successo teatrale, finisce per posare davanti a Nick per un ritratto, che s'è già pensato d'intitolare "La musa tragica".
Julia, a cui accade di trovare i due insieme nello studio, anche se nulla di improprio stava accadendo, si rende del tutto improvvisamente ed amaramente conto che Nick si sta oramai dedicando anima e corpo all'arte e che non tornerà mai più alla politica. Poco tempo dopo Miriam riesce infine ad ottenere il proprio trionfo come attrice, in particolare col ruolo di Giulietta Capuleti, co-protagonista del dramma Romeo e Giulietta di William Shakespeare.
Peter trova il coraggio di chiedere la mano di Miriam, ma lei rifiuta scegliendo invece di sposarsi con Basil, il suo manager teatrale; Peter finisce con l'accettare un incarico diplomatico in America centrale e durante un congedo in patria si fidanza con Diddy, sorella di Nick. Il libro si conclude con l'ipotesi che anche Nick e Julia possano ben presto convolare a nozze.

## Edizione italiana
- trad. Maurizio Ascari, Collana I millenni, Einaudi, Torino, 1996 ISBN 88-06-13129-X